# Аскер (футбольный клуб)
«Аскер» (норв. Asker Fotball) — норвежский футбольный клуб из города Аскер. В настоящий момент он выступает во Втором дивизионе, третьем по силе дивизионе страны.
Футбольный клуб был основан в 1889 году.
«Аскер» играет свои домашние матчи на стадионе Фёйка в Аскере, вмещающем 2 000 зрителей.
В общей сложности «Аскер» провёл 8 сезонов в главной норвежской футбольной лиге.